# Epipocus gorhami
Epipocus gorhami är en skalbaggsart som beskrevs av Strohecker 1977. Epipocus gorhami ingår i släktet Epipocus och familjen svampbaggar. Inga underarter finns listade i Catalogue of Life.